# Mutares
Die Mutares SE & Co. KGaA ist eine börsennotierte Private-Equity-Gesellschaft mit Hauptsitz in München.
Die Gesellschaft erwirbt ertragsschwache bzw. mit Verlust arbeitende mittelständische Unternehmen und Konzernausgliederungen, mit dem Ziel sie zu restrukturieren und anschließend wieder zu verkaufen.

## Geschichte
Mutares wurde 2008 von Axel Geuer und Robin Laik in München gegründet. Von den seither durch Mutares übernommenen Unternehmen bzw. Unternehmensgruppen gehören 22 weiterhin zum Portfolio (Stand Mai 2021). Dazu kommen mehrere sogenannte Add-on-Akquisitionen, d. h. Neuerwerbungen, die bereits vorhandenen Beteiligungen angegliedert wurden.
In den Jahren 2015, 2017, 2018 und 2019 wurden Niederlassungen in Paris, Mailand, London und Helsinki errichtet. 2020 eröffnete Mutares ein Büro in Frankfurt am Main.
2019 wurde die Änderung der Rechtsform zur SE & Co. Kommanditgesellschaft auf Aktien bekanntgegeben; persönlich haftender Gesellschafter ist seitdem die 2018 gegründete Mutares Management SE.
Im Juni 2008 wurde die Mutares-Aktie unter dem Kürzel MUX erstmals im Open Market der Frankfurter Wertpapierbörse notiert. 2014 wechselte die Aktie in den Entry Standard und ist seit 2017 im Segment Scale gelistet. Im Oktober 2015 wurde das Grundkapital der Aktiengesellschaft durch Platzierung von 1,4 Mio. neuen Aktien auf rund 15,4 Mio. Euro erhöht.
2025 wurden die Bilanzen nicht rechtzeitig vorgelegt, weshalb Mutares aus dem SDAX gestrichen wurde.

## Aktionäre
(Stand: Januar 2025)
- Robin Laik – 25,08 %
- Johann Vielberth – 10,12 %
- Streubesitz – 64,8 %

## Geschäftstätigkeit
Mutares erwirbt ertragsschwache Einzelunternehmen sowie Unternehmensteile, die nicht mehr zum Kerngeschäft eines Konzerns gehören und daher herausgelöst werden oder bei denen im Zuge der Unternehmensnachfolge eine Veräußerung sinnvoll ist. Das Unternehmen beschäftigt ein Transaktionsteam, dessen M&A-Experten Kandidaten für Neuakquisitionen identifizieren.
Nach eigenen Angaben hält Mutares diese Erwerbungen im Schnitt etwa fünf Jahre im Portfolio. Durch Restrukturierungsmaßnahmen, Investitionen sowie durch strategische Neu-Angliederungen (Add-ons) im Sinne einer Buy-and-Build-Strategie sollen die Unternehmen wieder profitabel gemacht werden. Mutares-Mitarbeiter beraten und unterstützen die Portfoliounternehmen bei der Restrukturierung. Die dafür in Rechnung gestellten Beratungshonorare sind für Mutares neben den Erlösen aus dem Verkauf sanierter Unternehmen und den von profitablen Portfoliounternehmen ausgeschütteten Dividenden die dritte wesentliche Einnahmequelle.

### Geschäftsfelder
Zum Mutares-Konzern gehören 29 (Stand März 2024) voneinander weitgehend unabhängige europäische Unternehmen. Mutares unterteilt seine Beteiligungen in die vier Segmente Automotive & Mobility, Engineering & Technology, Goods & Services sowie Retail & Food. Die größten und umsatzstärksten Beteiligungen sind die Donges Group und die Balcke-Dürr Group. 2023 übernahm Mutares von der Emmi AG die Gläserne Molkerei, mit Standorten in Dechow und Münchehofe. Im Herbst 2022 wurde bekannt, dass drei Unternehmen der Arriva-Gruppe, damals eine Tochtergesellschaft der Deutschen Bahn in Dänemark, Serbien und Polen von Mutares übernommen werden sollen; deren Erwerb wurde im Mai bzw. Juni 2023 abgeschlossen. Im Jahr 2024 erfolgte ein Rebranding von Arriva Dänemark, Serbien und Polen, die seither als GoCollective, MobiLitas (im Oktober 2024 zum serbischen Unternehmen Saniva) und ReloBus firmieren. 2023 wurde die Mehrheit von Peugeot Motocycles übernommen.
Im Oktober 2024 verkaufte die Voestalpine die Buderus Edelstahl an Mutares, im Januar 2025 übernahm Mutares von der Iveco Group den Feuerwehrfahrzeughersteller Magirus.
Im Jahr 2022 übernahm Mutares Steyr Motors und brachte das Unternehmen im Oktober 2024 an die Börse. Im Februar 2025 folgte die Börsennotierung in Wien. Steyr Motors ist ein Spezialist für Antrieb und Energieerzeugung, unter anderem für Waffensysteme.